# (5216) Cannizzo
(5216) Cannizzo es un asteroide perteneciente a la familia de Eunomia en el cinturón de asteroides, es un asteroide perteneciente al cinturón de asteroides, descubierto el 16 de abril de 1941 por Liisi Oterma desde el Observatorio de Iso-Heikkilä, en Turku, Finlandia.

## Designación y nombre
Designado provisionalmente como 1941 HA, se le asignó el nombre definitivo de Cannizzo en honor a John Kendall Cannizzo (1957-2018), un astrofísico estadounidense que trabajó en el Centro de Vuelo Espacial Goddard de la NASA y en el Observatorio de la Universidad de Harvard.

## Características orbitales
Cannizzo está situado a una distancia media del Sol de 2,610 ua, pudiendo alejarse hasta 3,024 ua y acercarse hasta 2,195 ua. Su excentricidad es 0,158 y la inclinación orbital 14,06 grados. Emplea 1540,42 días en completar una órbita alrededor del Sol.

## Características físicas
La magnitud absoluta de Cannizzo es 12. Tiene 11 km de diámetro y su albedo se estima en 0,305.